# Knud Wefald

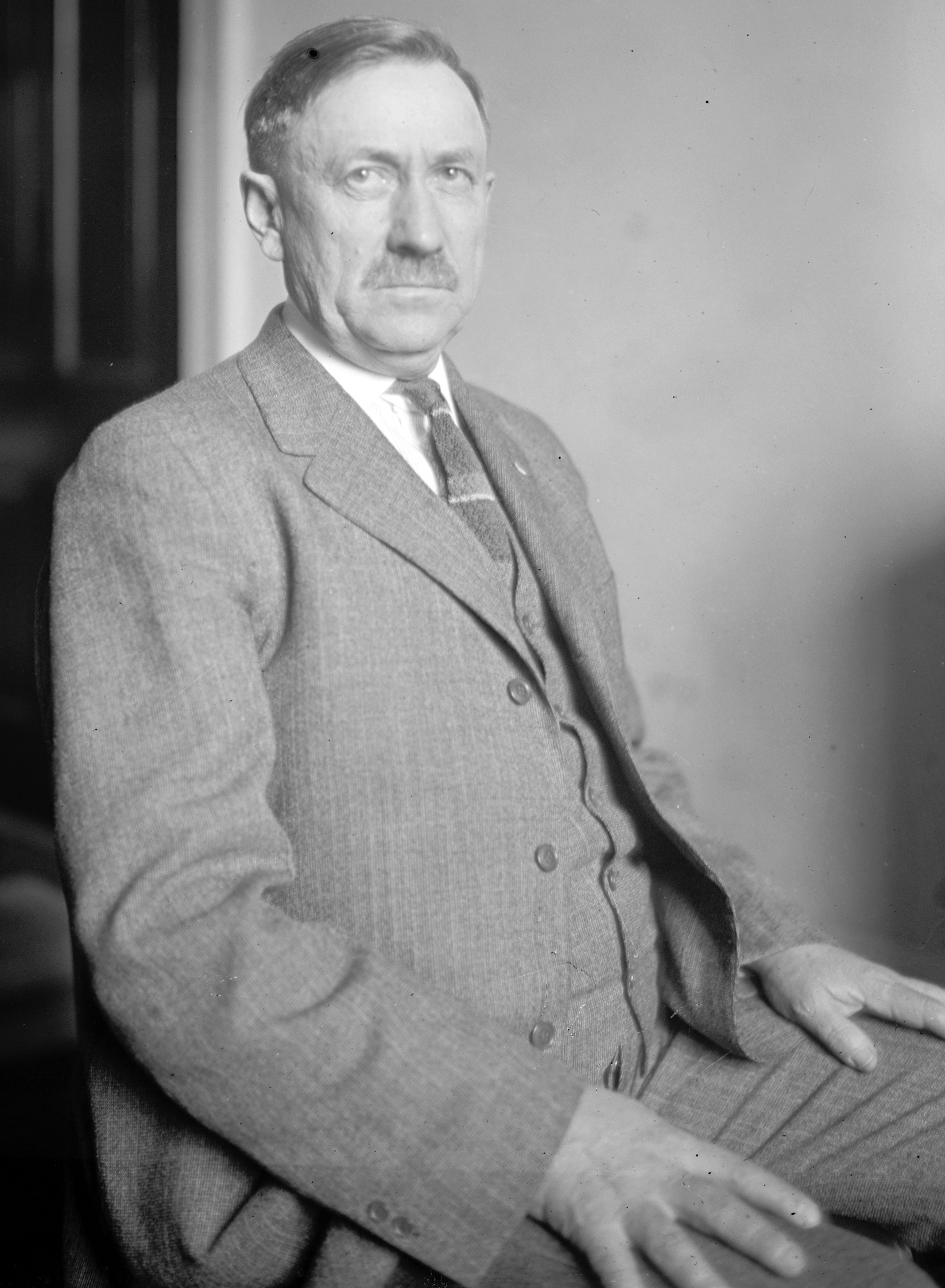
Knud Wefald (1923)

Knud Wefald (* 3. November 1869 in Kragerø, Norwegen; † 25. Oktober 1936 in Saint Paul, Minnesota) war ein US-amerikanischer Politiker. Zwischen 1923 und 1927 vertrat er den Bundesstaat Minnesota im US-Repräsentantenhaus.

## Werdegang
Knud Wefald besuchte die öffentlichen Schulen seiner norwegischen Heimat. Im Jahr 1887 kam er in die Vereinigten Staaten. Seit 1896 lebte er in der Gemeinde Hawley im Clay County in Minnesota. Dort arbeitete er in der Landwirtschaft. Außerdem war er Manager und Teilhaber einer in der Holzbranche tätigen Firma. Wefald wurde Mitglied des Gemeinderats von Hawley, dessen Vorsitzender er zwischen 1907 und 1918 mehrfach war. In den Jahren 1913 bis 1915 saß Wefald als Abgeordneter im Repräsentantenhaus von Minnesota.
Bei den Kongresswahlen des Jahres 1922 wurde er als Kandidat der Farmer-Labor Party im neunten Wahlbezirk von Minnesota in das US-Repräsentantenhaus in Washington, D.C. gewählt, wo er am 4. März 1923 die Nachfolge von Halvor Steenerson antrat. Nach einer Wiederwahl im Jahr 1924 konnte er bis zum 3. März 1927 zwei Legislaturperioden im Kongress absolvieren. Bei den Wahlen des Jahres 1926 unterlag er dem Republikaner Conrad Selvig.
Nach dem Ende seiner Zeit im US-Repräsentantenhaus nahm Wefald seine früheren Tätigkeiten wieder auf. Zwischen 1929 und 1931 gab er in Fargo (North Dakota) eine in norwegischer Sprache erscheinende Zeitung heraus. In den Jahren 1931 und 1932 war Wefald Sekretär in der  Finanzverwaltungskommission von Minnesota. Ab Januar 1933 bis zu seinem Tod fungierte er als Eisenbahnbeauftragter des Staates Minnesota. Knud Wefald starb am 25. Oktober 1936 in Saint Paul und wurde in Hawley beigesetzt.